# La Tumultueuse Vie d'un déflaté
Pour plus de détails, voir Fiche technique et Distribution.
La Tumultueuse Vie d'un déflaté  est un documentaire français réalisé par Camille Plagnet en 2009.

## Synopsis
Au Burkina Faso, le film suit Grand Z, un conducteur de trains qui a été licencié en 1995, à la suite d'une privatisation des chemins de fer imposée par la Banque mondiale.

## Fiche technique
- Réalisation : Camille Plagnet
- Production : Ardèche Images Production
- Scénario : Camille Plagnet
- Image : Michel K. Zongo
- Son : Sam Lallé
- Musique : Youen Cadiou, Éric Dambrin et Pierre Thévenin
- Montage : Florence Bresson
- Genre : documentaire

## Distinctions
- Prix du premier film, Corsicadoc, festival du film documentaire d’Ajaccio
- Prix du long-métrage documentaire, Songe d’une nuit DV, Paris
- Cinérail d’or du documentaire, Cinérail, Paris
- Prix du public, festival Lumières d’Afrique, Dakar
- Prix du Documentaire, festival Arrimages, Paris
- Mention spéciale, Traces de Vie, Clermont-Ferrand
- Mention spéciale compétition documentaire, Festival Quintessence, Ouidah
- Etats Généraux du Documentaire de Lussas
- Ecrans Documentaires d'Arcueil
- Gindou
- DokLeipzig
- FIPA
- Rencontres du cinéma documentaire de Montreuil
- Festival international du film d’Amiens
- Bergamo Film Meeting
- Etonnants Voyageurs
- Miradasdoc
- Docupolis
- Les Inattendus
- Festival International du Film sur les Droits Humains
- Diffusion sur France 3 Corse et TV5 Monde.